# Список міністрів охорони здоров'я України
Список персон, які керували Міністерством охорони здоров'я України та УРСР з 1917 року.

## Голова крайової лікарсько-санітарної Ради
| № | Час повноважень            | Портрет         | Ім'я                     |
| 1 | жовтень 1917 — січень 1918 | Матюшенко Б. П. | Матюшенко Борис Павлович |

## Директори Департаменту охорони здоров'я УНР
| № | Час повноважень            | Портрет         | Ім'я                     |
| 1 | жовтень 1917 — січень 1918 | Матюшенко Б. П. | Матюшенко Борис Павлович |
| 2 | січень 1918 — квітень 1918 | Лукасевич Євмен | Лукасевич Євмен          |

## Міністри народного здоров'я і опікування Гетьманського уряду України
| № | Час повноважень        | Портрет | Ім'я                |
| 1 | травень — грудень 1918 |         | Любинський Всеволод |

## Міністри народного здоров'я і опікування Директорії України
| № | Час повноважень              | Портрет                    | Ім'я                                      |
| 1 | грудень 1918 — січень 1919   | Матюшенко Б. П.            | Матюшенко Борис Павлович                  |
| 2 | грудень 1918 — лютий 1919    | Корчак-Чепурківський О. В. | Корчак-Чепурківський Овксентій Васильович |
| 3 | червень 1919 — листопад 1919 | Одрина Дмитро              | Одрина Дмитро Антонович                   |
| 4 | 1919                         |                            | Білоусов Олексій Федорович                |

## Державний секретар з охорони здоров'я при уряді ЗУНР
| № | Час повноважень | Портрет                | Ім'я                   |
| 1 | 1918 — 1919     | Іван-Теодозій Куровець | Куровець Іван-Теодозій |

## Народні комісари охорони здоров'я Української СРР/РСР
| №    | Час повноважень                 | Портрет              | Ім'я                                               |
| 1    | в.о.                            | Микола Войцехівський | Войцехівський Микола Володимирович (Владиславович) |
| 1    | січень 1919 — лютий 1919        |                      | Тутишкін Петро Петрович                            |
| 2    | 16 лютого 1919 — липень 1919    | Олександр Винокуров  | Винокуров Олександр Миколайович                    |
| в.о. | 1919 — квітень 1920             |                      | Кост Микола Андрійович                             |
| 3    | 20 квітня 1920 — 11 лютого 1925 | Мойсей Гуревич       | Гуревич Мойсей Григорович                          |
| 4    | 11 лютого 1925 — липень 1929    | Дмитро Єфимов        | Єфимов Дмитро Іванович                             |
| 5    | липень 1929 — березень 1937     | Соломон Канторович   | Канторович Соломон Ілліч                           |
| 6    | квітень 1938 — 7 лютого 1944    | Іван Овсієнко        | Овсієнко Іван Іванович                             |
| 7    | 7 лютого 1944 — 28 лютого 1944  |                      | Музиченко Андрій Павлович                          |
| 8    | 21 березня 1944 — березень 1946 | Ілларіон Кононенко   | Кононенко Іларіон Пилипович                        |

## Міністри охорони здоров'я УРСР
| № | Час повноважень                    | Портрет         | Ім'я                        |
| 1 | березень 1946 — березень 1947      | Кононенко І. П. | Кононенко Іларіон Пилипович |
| 2 | березень 1947 — 1 березня 1952     | Медведь Л. І.   | Медведь Левко Іванович      |
| 3 | 1 березня 1952 — 23 липня 1954     | Шупик П. Л.     | Шупик Платон Лукич          |
| 4 | 23 липня 1954 — 6 червня 1956      | Братусь В. Д.   | Братусь Василь Дмитрович    |
| 5 | 6 червня 1956 — 24 березня 1969    | Шупик П. Л.     | Шупик Платон Лукич          |
| 6 | 24 березня 1969 — 24 квітень 1975  | Братусь В. Д.   | Братусь Василь Дмитрович    |
| 7 | 24 квітня 1975 — 10 листопада 1989 |                 | Романенко Анатолій Юхимович |
| 8 | листопад 1989 — 24 серпня 1991     | Спіженко Ю. П.  | Спіженко Юрій Прокопович    |

## Міністри охорони здоров'я України
| №    | Час повноважень                   | Портрет              | Ім'я                             |
| 1    | червень 1991 — 1 липня 1994       | Спіженко Ю. П.       | Спіженко Юрій Прокопович         |
| 2    | 1 липня — 18 серпня 1994          | Мальцев В. І.        | Мальцев Володимир Іванович       |
| 3    | 22 серпня 1994 — 14 лютий 1995    | Бобров В. О.         | Бобров Володимир Олексійович     |
| 4    | 3 липня 1995 — 13 липня 1996      |                      | Короленко Євген Сергійович       |
| 5    | 5 вересня 1996 — 27 січня 1999    |                      | Сердюк Андрій Михайлович         |
| 6    | 21 січня 1999 — 12 січня 2000     | Раїса Богатирьова    | Богатирьова Раїса Василівна      |
| 7    | 12 січня 2000 — 30 листопада 2002 | Віталій Москаленко   | Москаленко Віталій Федорович     |
| 8    | 30 листопада 2002 — 3 лютого 2005 |                      | Підаєв Андрій Володимирович      |
| 9    | 4 лютого — 27 вересня 2005        | Микола Поліщук       | Поліщук Микола Єфремович         |
| 10   | 12 жовтня 2005 — 23 березня 2007  | Юрій Поляченко       | Поляченко Юрій Володимирович     |
| 11   | 23 березня — 18 грудня 2007       | Юрій Гайдаєв         | Гайдаєв Юрій Олександрович       |
| 12   | 18 грудня 2007 — 11 березня 2010  | Василь Князевич      | Князевич Василь Михайлович       |
| 13   | 11 березня — 21 грудня 2010       |                      | Митник Зіновій Миколайович       |
| 14   | 21 грудня 2010 — 17 травня 2011   | Ілля Ємець           | Ємець Ілля Миколайович           |
| 15   | 24 травня 2011 — 14 лютого 2012   |                      | Аніщенко Олександр Володимирович |
| 16   | 14 лютого 2012 — 23 лютого 2014   | Раїса Богатирьова    | Богатирьова Раїса Василівна      |
| 17   | 27 лютого 2014 — 1 жовтня 2014    | Олег Мусій           | Мусій Олег Степанович            |
| в.о. | 1 жовтня— 2 грудня 2014           |                      | Лазоришинець Василь Васильович   |
| 18   | 2 грудня 2014 — 14 квітня 2016    | Олександр Квіташвілі | Квіташвілі Олександр Мерабович   |
| в.о. | 14 квітня — 27 квітня 2016        |                      | Павленко Олександра Сергіївна    |
| в.о. | 27 квітня — 27 липня 2016         | Віктор Шафранський   | Шафранський Віктор Вікторович    |
| в.о. | 1 серпня 2016 — 29 серпня 2019    | Супрун У. Н.         | Супрун Уляна Надія               |
| 19   | 29 серпня 2019 — 4 березня 2020   | Зоряна Скалецька     | Скалецька Зоряна Степанівна      |
| 20   | 4 березня 2020 — 30 березня 2020  | Ілля Ємець           | Ємець Ілля Миколайович           |
| 21   | 30 березня 2020 — 18 травня 2021  | Максим Степанов      | Степанов Максим Володимирович    |
| 22   | 20 травня 2021                    | Віктор Ляшко         | Ляшко Віктор Кирилович           |